# 千禧年生態系統評估
千禧年生態系統評估（英語：Millennium Ecosystem Assessment），由超過1000名世界領先的生物學家在2005年發布，分析和總結了地球生態系統，為各國領袖提供決策的指引。
評估結論指出，人類活動對全球生態系統的生物多樣性有著嚴重的影響，導致地球的環境恢復力和生物承載量都明顯地減少了。評估認為自然生態系統是人類的「生命支持系統」，提供必要的「生態系統服務」，但在過去五十年內，全球二十四個生態系統服務中，只有四個有所改善，其中十五個仍受到嚴重破壞，還有五個處於穩定狀態。

## 外部參考
1. ↑  Millennium Ecosystem Assessment, pp. 6–19.

## 外部連結
- Living Beyond Our Means: Natural Assets and Human Well-being（页面存档备份，存于） 千禧年生態系統評估委員會的聲明和報告摘要
- Official MA site（页面存档备份，存于）
- Official popularized versions of MA reports: ecosystem change（页面存档备份，存于）, biodiversity（页面存档备份，存于）, desertification（页面存档备份，存于）
- Millennium Ecosystem Assessment Toolkit (March 2007) 島嶼出版社 - 介紹“千禧年生態系統，生態系統服務，並提出了有效的政策和做法，以提高人類福祉，解決環境和發展問題。
- Wikinews report on the four year study's 初步結果
- United Nations Decade of Education for Sustainable Development (2005-2014)
- 千禧年生態系統評估新聞稿
- 亞馬孫河流域景觀圖和生物多樣性的評估（页面存档备份，存于）